# Parafia Podwyższenia Krzyża Świętego w Białce
Parafia Podwyższenia Krzyża Świętego w Białce – parafia rzymskokatolicka, znajdująca się w archidiecezji lubelskiej, w dekanacie Łęczna. 
Erygowana 11 czerwca 1991 roku. Według stanu na miesiąc grudzień 2016 liczba wiernych w parafii wynosiła 1216 osób.

## Proboszczowie
- ks. Krzysztof Marzycki (od 1991)
- ks. Kazimierz Mikołaj Wilczyński (od 1996)
- ks. Marcin Artur Szwiec (od 2017)[1]